# Japan Tobacco International
Japan Tobacco International (JTI, яп. 日本 た ば こ 産業) — міжнародний тютюновий підрозділ Japan Tobacco, провідного міжнародного виробника тютюнових виробів. Штаб-квартира компанії розташована у Женеві, Швейцарія, а продає свої бренди в 120 країнах.
Станом на 2018 рік у JTI працює близько 40 000 людей у всьому світі в 400 офісах, 27 фабриках, п'яти науково-дослідних центрах та п'яти переробних підприємствах.
Едді Пірард є президентом і генеральним директором, а Кодзі Сімайосі — заступником генерального директора, виконавчим віцепрезидентом з питань розвитку бізнесу та корпоративної стратегії.

## Історія
JTI була створена в 1999 році, коли Japan Tobacco Inc. придбала міжнародні тютюнові операції американської багатонаціональної компанії R.J. Рейнольдса за 7,8 млрд доларів.
У 2007 році компанія Gallaher Group була придбана компанією Japan Tobacco Inc. за 9,4 млрд фунтів стерлінгів. На той час це було найбільше іноземне придбання японською компанією.
У 2009 році група JT придбала частину світового бізнесу Tribac Leaf Limited (компанія, що займається торгівлею тютюном в Африці), а також дві бразильські компанії, що займаються тютюновим бізнесом, Kannenberg та KBH & C. У тому ж році JT Group також створила JTI Leaf Services, спільне підприємство з двома постачальниками листових матеріалів у США — Hail & Cotton Inc. та JEB International.
У серпні 2023 року НАЗК внесло компанію до переліку міжнародних спонсорів війни. Причиною стало те, що компанія продовжила роботу на ринку Росії після російського повномасштабного вторгнення в Україну.

## Канадський колективний позов
Три найбільші канадські тютюнові компанії Imperial Tobacco Canada, JTI-Macdonald Corp та Rothmans Benson & Hedges є предметом найбільшого колективного позову в історії Канади. Справа розпочалася 12 березня 2012 року у Вищому суді Квебеку, і компаніям загрожує стягнення збитків та штрафу в розмірі 27 млрд канадських доларів (20,18 млрд доларів США). Крім того, ряд канадських провінцій об'єднуються, щоб подати позов на тютюнові компанії з метою покриття витрат на охорону здоров'я, спричинених курінням.
1 червня 2015 року суддя Верховного суду Квебеку Браян Ріордан присудив курцям Квебеку понад 15 мільярдів доларів у знаковій справі, яка протистояла трьом канадським сигаретним гігантам, включаючи JTI-Macdonald Corp. JTI було наказано сплатити 13 % від загальної суми, або 2 млрд канадських доларів. Компанія заявила, що «JTI-Macdonald Corp принципово не погоджується з даним рішенням і має намір подати апеляцію», — йдеться в повідомленні. «Компанія твердо переконана, що докази, представлені в процесі, не виправдовують висновків суду». Позивачі в судовій справі заявили, що навіть якщо апеляція подана, компанії повинні були виплатити 1 млрд канадських доларів протягом 60 днів.

## Бренди

### Флагманські бренди
На ці марки припадає 72 % продажів JTI:
- Benson & Hedges
- Camel (поза США)
- Glamour
- LD
- Mevius (Mild Seven)
- Natural American Spirit (поза США)
- Silk Cut
- Sobranie
- Winston (поза США)

### Інші тютюнові вироби
- Hamlet
- Old Holborn
- Amber Leaf
- Gustavus Snus
- Wings

### Інші марки
JTI також має портфоліо марок сигарет, які компанія продає на регіональному рівні.